# Association des historiens africains
L’Association des historiens africains (Asa) est une organisation africaine fondée en 1972 à Dakar  (Sénégal) en vue de regrouper les chercheurs, les enseignants et les traditionalistes africains, avec comme objectif de favoriser le développement des études historiques en et sur l'Afrique et la diffusion des connaissances sur l’histoire de l’Afrique.
L’historien malien Sékéné Mody Cissoko a présidé l’association de sa création à 1975, puis Joseph Ki-Zerbo jusqu'en 2005. Elle est actuellement[Quand ?] présidée par Doulaye Konaté. 
Le siège de l’association est actuellement situé dans la capitale malienne, Bamako.
Elle publie la revue Afrika Zamani, réalisée par le Conseil pour le développement de la recherche en sciences sociales en Afrique (CODESRIA).

### Liens
- (fr) Statuts de l'Association des historiens africains, sur le site de son correspondant en Éthiopie, le Forum for Social Studies (archive du 12 mai 2007)